# Манастир Стрехаја
Манастир Стрехаја (рум. Mănăstirea Strehaia) је румунски православни манастир који се налази у граду Стрехаја на југозападу Румуније. Манастирску цркву подигао је влашки владар Матеј Басараб 1645. године.
Манастирски комплекс, који се састоји од цркве посвећене Светој Тројици, подрума кнежевског двора, куле-звоника и манастирских зидина, данас је заштићен као историјски споменик од националног значаја.

## Историја
Оснивање првог манастира се приписује бојарима из династије Крајовешти који су овде првобитно живели пре него што су прешли у Крајову. О томе да су Крајовешти имали посед у Стрехаји сведоче докумета из 16. и 17. века, а у документу из 1589. године наводи се да је Њагоје из Крајове, из династије Крајовештија, носио титулу која је гласила жупан Њагоје, бан стрехајски. Према томе, могуће је да је манастир подигнут око 1500. године, када су банови још увек живели у Стехаји.
Манастирску цркву је из темеља обновио војвода Матеј Басараб 1645. године, а у ктиторском натпису се не помињу стари ктитори. Матеј је био познат по обнављању и одржавању старих влашких задужбина, а манастир Стрехаја је тада вероватно била у истој ситуацији. Источно од манастирске цркве изграђена је кнежевска палата од које су данас остали само трагови темеља. Око манастирског комплекса подигнуте су зидине, а на источном крају, на улазу у манастир, налази се импозантна троспратна кула. Додатно око манастирског комплекса, подигнута је земљана утврда у облику неправилног петоугла.
Пошто је био добро заштићен, манастир је, поред манастира Гура Мотрулуј, био стратешко место у одбрани Крајове 1821. године, током Влашког устанка. Тудор Владимиреску је добро познавао манастир и схватао његов значај, па је ту поставио гарнизон од 200 војника под командом свог брата Папе Владимирескуа. Вође устанка из 1826. године, Гица Куцуј Олтеанул и Симион Мехединцеанул, су такође искористили манастир као стратешку тачку. Тада је претрпео велику шетету од стране Турака и морао је бити обновљен, а на то указује и натпис у цркви. Од старог кнежевског двора, некадашње Епархије стрехајске и јаког утврђења, само су црква и улазна кула сачувани у добром стању.